# 曹凱
曹凱（1413年—？），字宗原，山東青州府益都縣人，明朝政治人物。正統乙丑進士。

## 生平
正統十年（1445年），中進士，授刑科給事中。正統十四年（1449年），瓦剌進犯，英宗大舉親征，曹凱力諫勸阻未果。明軍在土木堡大敗，英宗被俘。消息傳來，曹凱痛哭数日，在朝殿上與王竑等共同擊斃錦衣衛指揮馬順。
景泰年間，給事中林聰劾何文淵、周旋，曹凱與林聰力爭。又參與調停福建巡按許仕達與侍郎薛希璉。出爲浙江右參政，居官數年，有政聲。
英宗復辟後，石亨得勢，因記恨曹凱從前對其彈劾之事，謫曹凱為衛經歷。